# Antonín Kaska
Antonín Kaska (1821 Nový Bydžov – 11. srpna 1902 Nová Paka) byl rakouský politik české národnosti z Čech, poslanec Českého zemského sněmu a starosta Nové Paky.

## Biografie
Byl měšťanem v Nové Pace. V roce 1870 je uváděn jako starosta Nové Paky. Toho roku byl do funkce starosty opětovně zvolen. Starostou byl od roku 1864 do roku 1874. Od roku 1865 působil jako okresní starosta v Nové Pace. Funkci okresního starosty zastával od roku 1865 do roku 1868. Roku 1870 se stal předsedou akciové společnosti pro výstavbu pivovaru v Nové Pace.
V 70. letech se zapojil do vysoké politiky. V doplňovacích volbách v roce 1875 byl zvolen na Český zemský sněm, kde zastupoval kurii venkovských obcí, obvod Hořice, Nová Paka. Čeští poslanci tehdy praktikovali politiku pasivní rezistence (bojkotu sněmu), takže na práci sněmu se fakticky neúčastnil, byl pro absenci opakovaně zbaven mandátu a manifestačně znovu zvolen. Takto uspěl v doplňovacích volbách roku 1876 a 1877. Patřil k Národní straně (staročeské).